# John Hall Gladstone
John Hall Gladstone (7 de marzo de 1827 – 6 de octubre de 1902) fue un químico británico. Fue presidente de la Sociedad Física entre 1874 y 1876 y durante 1877–1879 de la Sociedad Química. Aparte de su labor en el campo de la química, donde fue autor de trabajos notables sobre la bromación de la goma, fue un pionero en óptica y espectroscopía.

## Biografía
Era hijo de John Gladstone, un mayorista textil en Hackney, Londres, y Alison Hall. Fue el mayor de tres hijos educados en casa con tutores y desde joven mostró una fuerte inclinación hacia las ciencias naturales. En 1842 el padre se jubiló y la familia pasó un año de viaje por Europa. Parte de este tiempo tuvo lugar en Italia con amigos de la familia: Charles Tilt, su mujer y su hija May, que en 1852 se casaría con John Hall Gladstone.
En su juventud Gladstone mostró fuertes tendencias religiosas y cuando con diecisiete años se planteó la cuestión de su carrera, deseaba dedicarse al ministerio cristiano. Fue sin embargo disuadido de ello por su padre y por Tilt, y en diciembre de 1844 ingresó en el University College de Londres. Aquí estudió química bajo Graham, en cuyo laboratorio privado trabajó y junto al que publicó su primer artículo: "Análisis de la Arena de la bahía de San Michael, Normandía", que fue leído ante la Sociedad Química Real el 16 de noviembre de 1846. Al año siguiente recibió una medalla de oro de la universidad por su estudio sobre el "Algodón pólvora y xiloidina". Ese año se trasladó a la universidad de Giessen para trabajar con Justus von Liebig, regresando en abril de 1848 con el grado de doctor en filosofía. El tema de su disertación fue posiblemente "Formación Artificial de Urea a partir Ácido Fulmínico".
A pesar de que Gladstone se dedicó así a la investigación científica como carrera, continuó mostrando inclinaciones religiosas toda su vida. En Clapham sus padres eran miembros de la Iglesia Congregacional del reverendo James Hill, en cuya escuela dominical enseñó además de dirigir oficios en una misión en White Square. Posteriormente impartió una clase bíblica para hombres jóvenes las tardes de domingo y hasta el final de su vida estuvo íntimamente involucrado con el trabajo de la Asociación Cristiana de Jóvenes fundada por George Williams. Durante muchos años fue el organizador jefe de las reuniones dominicales que se celebraban anualmente en la conferencia la Asociación británica.
En 1850 fue nombrado conferenciante en Química del hospital de St. Thomas, cargo que mantuvo durante dos años. En junio de 1853, a la edad inusualmente joven de 26 años, fue elegido socio de la Sociedad Real. En 1864 perdió a su mujer, su hija mayor y su único hijo varón. Esto parece haber sido seguido por una parada temporal de su actividad  social y científica. En 1863–64 y de nuevo en 1866–68 sirvió en el consejo de la Sociedad Real y fue miembro de la Comisión Real sobre Faros, Boyas y Almenaras de 1859 a 1862, convirtiéndose en miembro del Comité de algodón pólvora en 1864–68. En política, Gladstone era un liberal e intentó en varias ocasiones lograr un escaño en el parlamento. En 1868 se presentó sin éxito por el escaño de la ciudad de York. En 1869 se casó con Margaret Thompson King, hija del difunto reverendo David King, y sobrina de Sir Kelvin. Margaret falleció en 1870, dejando una hija.
Durante 1874–1877, Gladstone fue el Profesor Fulleriano de Química en la Royal Institution. Fue también el primer presidente de la Sociedad Física, de la que había sido uno de los fundadores. Fue también presidente de la Sociedad Química durante 1877–79, y en 1898 fue uno de los seis antiguos presidentes de esta Sociedad con más de cincuenta años de membresía a los que se les dedicó un banquete durante la presidencia de James Dewar.
Gladstone era un amante de Londres y nunca quiso vivir fuera de la metrópoli. Hablaba francés y era un habitual de las reuniones de verano de la Association Francaise pour l'Avancement des Sciences, y también estuvo en una o dos reuniones de la Asociación suiza. En reconocimiento de sus servicios a educación fue elegido un socio honorario del Colegio de Preceptores. También obtuvo el título de Sc.D. en la celebración del tricentenario de la Universidad Trinity  de Dublín en 1892, y la medalla Davy de la Sociedad Real en 1897 "por sus numerosas contribuciones a la ciencia química, y especialmente por su importante trabajo en la aplicación de los métodos ópticos a la química". En 1880 se convirtió en miembro de la Compañía de Fabricantes de Ruedas, un gremio de Londres, con el que participó en el último año de su vida en la elección del alcalde en el Salón de Gremios en el día de Michaelmas. En el día de su muerte, 6 de octubre de 1902, presidió por la tarde una reunión de la Sociedad de la Evidencia cristiana, y, después de andar de vuelta a casa fue encontrado inerte en su estudio como el resultado de un fallo cardíaco. Fue enterrado en el cementerio de Kensal Green.

## Obra
En sus primeros años de trabajo Gladstone llevó a cabo estudios sobre la fosfamida y otros compuestos similares a sugerencia de Liebig. Revisaría estos trabajos diez años más tarde. También investigó la composición del yoduro de nitrógeno (1852). Su trabajo más importante fue publicado en las Transacciones Filosóficas en 1855 y versaba sobre "las circunstancias que modifican la acción de afinidad química". Aquí, el autor examinó la cuestión que surgía de los experimentos de Bunsen y Debus, sobre si, dadas dos sustancias que reaccionan entre sí, el aumento en la cantidad de una de ellas llevaba a aumento correspondiente en la cantidad del cambio químico observado y si tal cambio ocurre continuamente o discretamente, en proporciones atómicas.
Otra área de interés para Gladstone fueron los fenómenos ópticos y las propiedades ópticas de elementos y compuestos. Ambas se ven desde sus primeras publicaciones. Así en 1854 dio una conferencia en la Institución Real sobre "Fenómenos Cromáticos exhibidos por la Luz Transmitida." En 1855 publicó "Notas sobre algunas sustancias que exhiben los Fenómenos de Fluorescencia", y en 1856 sobre "Algunos Fenómenos Dicromáticos entre Soluciones". En 1858 prestó atención al uso del prisma en análisis cualitativo (Quart. Journ. Chem. Soc., 1O, 79), y sobre las líneas distintivas descubiertas en el espectro de absorción del didimio, una sustancia que Auer von Welsbach posteriormente separaría en praseodimio y neodimio. Un poco después estudie el espectro de absorción de la atmósfera y encontró que las líneas de Fraunhofer variaban según la hora del día y que este cambio se debía a elementos constituyentes de la atmósfera de la Tierra. En estas investiaciones colaboró con Sir David Brewster, y juntos fueron autores de un artículo sobre las líneas del espectro solar en 1860. El trabajo más importante de Gladstone en el campo fue una larga serie de observaciones sobre la refracción y la dispersión en líquidos, que comenzó un estudio de la "Influencia de la Temperatura en la Refracción de la Luz" (Phil. Trans., 1858), seguido por "Investigaciones sobre la Refracción, Dispersión, y Sensitividad de Líquidos," (Phil. Trans., 1863).
Otra serie de trabajos comenzó aproximadamente sobre 1872, junto a su asistente Alfred Tribe, y llevó al descubrimiento de la amalgama de zinc-cobre y su aplicación a la producción del compuestos de organozinc y otras síntesis orgánicas. La amalgama ha sido desde entonces un agente reductor habitual en laboratorios para muchos propósitos en análisis.

## Conferencias
En 1874 y 1876 Gladstone fue invitado a impartir la Conferencia de Navidad de la Institución Real sobre La Batería Voltaica y La Química del Fuego, respectivamente.